# Les Amitiés particulières
Pour l'adaptation, voir Les Amitiés particulières (film).
Les Amitiés particulières est un roman écrit en 1943 par Roger Peyrefitte, paru chez Jean Vigneau la même année. Il s'agit probablement de son œuvre la plus connue, pour laquelle il a remporté le prix Renaudot l'année suivante en raison de la guerre. Largement autobiographique, le roman traite d'une relation amoureuse entre deux garçons dans un pensionnat catholique et montre comment la volonté d'un prêtre pour protéger un des jeunes garçons des « amitiés particulières » arrive à détruire les garçons et leur relation.

## Résumé
L'intrigue tourne autour de Georges de Sarre, un beau garçon de 14 ans envoyé dans un pensionnat catholique dans la France des années 1920. Faisant naturellement connaissance avec les autres garçons, il ressent tout de suite de l'intérêt pour Lucien Rouvère, contre lequel l'antipathique Marc de Blajan essaie de le monter en l'informant de façon énigmatique que certains des élèves « peuvent sembler être bons, mais en fait ne le sont pas ». Georges est consterné quand il apprend que Lucien aime André Ferron. Il devient l'ami de Lucien mais, rempli de jalousie, essaie de détruire leur relation, et réussit finalement à faire renvoyer André par ruse.
Voyant que ses avances vers Lucien restent infructueuses, Georges entame une « amitié particulière », c'est-à-dire une amitié pleine de sous-entendus sensuels, avec un élève de douze ans, le beau et ravissant Alexandre Motier qu'il a remarqué à la cérémonie de bénédiction de l'agneau (juste avant les vacances de Noël). Les prêtres qui dirigent l'école désapprouvent ce genre de relation, même si elle ne va pas plus loin que quelques baisers et des poèmes d'amour et n'entre jamais dans le domaine sexuel. 
En dépit d'une condamnation apparente de la pédérastie, certains des prêtres dissimulent en eux les mêmes sentiments pédérastiques envers les garçons. L'un d'entre eux, le Père de Trennes, aime inviter des garçons à le rejoindre dans sa chambre la nuit pour boire quelques verres et fumer quelques cigarettes. À la suite de la découverte par celui-ci de l'amitié particulière qui lie Alexandre et Georges, ce dernier, continuant à agir par ruse, fait renvoyer le Père de Trennes grâce à une lettre anonyme adressée au supérieur. Cependant, le Père Lauzon, ami de la famille d'Alexandre et protecteur du garçon, se rend compte de la relation des deux garçons et exige qu'elle prenne fin immédiatement.
Lauzon impose à Georges de renvoyer à Alexandre les billets qu'il avait reçus de lui, ce qui, à l'époque, signifiait la fin de la relation. Malheureusement, Alexandre ne peut pas se rendre compte que Georges a été forcé à agir ainsi – bien qu'en réalité ses sentiments à son égard n'aient pas changé – et met fin à ses jours de retour chez lui.
On a loué cette œuvre pour son style élégant et la discrétion avec laquelle le sujet a été traité. Un exemple en est la question qu'Alexandre pose à Georges : « Georges, sais-tu les choses qu'il ne faut pas savoir ? »

## Adaptation au cinéma
En 1964, le roman a été porté à l'écran par Jean Delannoy, avec Francis Lacombrade dans le rôle de Georges et Didier Haudepin dans celui d'Alexandre, Michel Bouquet jouant le père de Trennes, Louis Seigner dans le rôle du père Lauzon et François Leccia dans celui de Lucien Rouvère. Le film a été produit par Christine Gouze-Rénal. Le tournage eut lieu en l'abbaye de Royaumont, datant du XIIIe siècle, à environ cinquante kilomètres au nord de Paris.
Le film, en noir et blanc, est particulièrement fidèle au roman et n'en modifie que des points de détails, comme le suicide d'Alexandre – au lieu de s'empoisonner, il se jette du train qui l'emporte en vacances. Alexandre, dans le film, est châtain et non blond : certaines des plaisanteries du livre à ce sujet, entre Alexandre et Georges, n'ont donc pu être transcrites.
C'est pendant le tournage que Roger Peyrefitte rencontra le jeune Alain-Philippe Malagnac, âgé de douze ans et demi : il jouait un rôle de figurant et était un grand admirateur du livre, que sa mère lui avait fait découvrir peu avant. À la demande du garçon, l'écrivain lui dédicaça son exemplaire du roman, et tous les deux tombèrent amoureux l'un de l'autre. Ils connurent ensuite une relation durable mais orageuse, dont Peyrefitte écrivit la chronique dans certains de ses ouvrages, comme Notre amour (1967) et L'Enfant de cœur (1978).

## Rapport avec la biographie de Roger Peyrefitte et avec d'autres œuvres analogues
Le récit est largement autobiographique, Georges de Sarre étant l'alter ego de Roger Peyrefitte dans le livre. Comme dans le livre, Peyrefitte a eu une relation avec un élève plus jeune nommé Georges Guéret (né le 22 avril 1908) qu'il rencontra au collège Saint-Benoît d'Ardouane dans l'Hérault. Il a 12 ans (Peyrefitte, 13), est originaire de Sète, son père est un médecin et un écrivain reconnu de son temps, Charles Guéret.
Georges ne s'est pas suicidé comme l'Alexandre du roman, en effet il est mort à 19 ans, le 18 mars 1928. Il est enterré en Lozère dans le cimetière d'Ispagnac.
Le lecteur peut suivre la vie ultérieure de Georges de Sarre comme diplomate en Grèce dans Les Ambassades et La Fin des ambassades où, de nouveau, il retrouve le père de Trennes. Là encore le parallèle est évident avec la vie de Roger Peyrefitte comme diplomate au cours des années 1930 et 1940.
Roger Peyrefitte était un ami d'Henry de Montherlant qui, dans ses dernières années, a écrit un roman (Les Garçons, 1969) où il parlait d'une relation analogue, ainsi qu'une pièce, La Ville dont le prince est un enfant, traitant le même sujet. Les deux auteurs ont échangé une correspondance abondante où l'un des sujets est la pédérastie.

## Éditions
- Les Amitiés particulières, Marseille, Jean Vigneau, 1943 (Toulouse, Impr. régionale), 382 p., édition originale tirée à seulement 1999 ex. ("sur divers papiers"), publiée en 1944 (et datée de cette année) ; elle fut suivie de plusieurs tirages dans la même maison d'édition, jusqu'à ce que l'éditeur Jean Vigneau vende son fonds à l'éditeur Flammarion en 1950, plutôt qu'à Gaston Gallimard qui avait apprécié le roman et avait fait des avances à Peyrefitte dès 1944[3].
- Les Amitiés particulières, Flammarion (sur la couverture est mentionnée aussi "Jean Vigneau"), 1951. Première édition chez Flammarion après le rachat du fonds Vigneau, elle porte la mention "édition définitive" à la justification du tirage.
- Les Amitiés particulières, Flammarion, 1953. Édition en deux volumes illustrée de 24 lithographie de Gaston Goor, tirage limité à 740 exemplaires.
- Les Amitiés particulières, J'ai lu, format poche, nombreuses rééditions à partir de 1958.
- Les Amitiés particulières, Le Livre de poche, à partir de 1971.